# Бурундийско-литовские отношения
Бурундийско-литовские отношения – двусторонние международные отношения между Бурунди и Литвой.

## История
О контактах Литвы с Бурунди до 1992 года информации нет. Бурунди признала независимость Литвы 6 января 1992 года, дипломатические отношения были установлены 17 мая 1993 года. В 1995 году Бурунди аккредитовала первого посла в Литве, который посетил Литву для вручения верительных грамот тогдашнему президенту Литвы Альгирдасу Бразаускасу. Однако двусторонних встреч между министрами или заместителями министров не было.
В 2018 году и Литва, и Бурунди были избраны в совет ЮНИСЕФ.

## Экономическое сотрудничество
Масштабы экономического сотрудничества с Бурунди — одни из самых скромных из всех стран, с которыми Литва имеет торговые отношения. В 2018 году товарооборот между Литвой и Бурунди достиг 3,3 тысяч евро. Импорт из Бурунди минимален, а в 2017 и 2018 годах товары из Бурунди вообще не импортировались.
| Год                            | 2016 | 2017 | 2018 |
| ------------------------------ | ---- | ---- | ---- |
| Экспорт в Бурунди (тысяч евро) | 7,2  | 5,0  | 3,3  |
| Импорт из Бурунди (тысяч евро) | 0,4  | 0,0  | 0,0  |

## Граждане Бурунди в Литве
| Год                                | 2022 | 2023 |
| ---------------------------------- | ---- | ---- |
| Количество граждан Бурунди в Литве | 0    | 2    |

## Список послов

### Послы Бурунди в Литве
- 1995 год — Эмануэлис Гаум, первый посол, проживал в Москве.[6]

### Послы Литвы в Бурунди
Литва не аккредитовала посла в Бурунди.